# Łowec (obwód Szumen)
Łowec (bułg. Ловец) – wieś w Bułgarii, w obwodzie Szumen, w gminie Wyrbica. W 2024 roku liczyła 437 mieszkańców.